# تل الزعتر(فلم)
تل الزعتر فيلم وثائقي فلسطيني إيطالي الإنتاج، من إخراج مصطفى أبو علي، وجان شمعون. يوثق مجزرة مخيم تل الزعتر خلال الحرب الأهلية اللبنانية، ويعرض تفاصيل حصار المخيم وتدميره وهو مخيم للاجئين الفلسطينيين في لبنان، ويقدم مشاهد حية لحياة الفلسطينيين في المخيم قبل وأثناء الحصار التي وقعت خلال الحرب الأهلية اللبنانية في عام 1976. فيوثق الفيلم واحدة من أشد الفصول دموية في الصراع اللبناني، حيث فرضت القوات اللبنانية المسيحية حصارًا قاسيًا على المخيم، مما أدى إلى نقص حاد في الغذاء والماء والرعاية الطبية، ومعاناة كبيرة للمدنيين مسلطًا الضوء على التداعيات الإنسانية الكارثية للنزاع.

## حول الفيلم
على مدى 75 دقيقة يعرض الفيلم تفاصيل ماذا حدث عندما أعطى النظام السوري الضوء الأخضر للكتائب وحلفائهم لتشديد الحصار والقصف في السابع عشر من يونيو/حزيران 1976، حيث استطاع مقاتلون فلسطينيون صدّ عشرين هجومًا، حسب ما جاء في شهادة علي خنجر، وهو مقاتل سوري في صفوف المقاومة الفلسطينية. كما ويتحدث الفيلم عن فك التحالف بين القوى الوطنية اللبنانية وقوات الثورة الفلسطينية، ويبرز دور إسرائيل في تسليح وتدريب ما أسماه «اليمين اللبناني»، ومساهمة المرأة الفلسطينية في الدفاع عن المخيم جنبًا إلى جنب مع المقاتلين، وتحضير الطعام لهم ومداواة الجرحى منهم. وكان الهدف الرئيسي من الفيلم توثيق هذه الأحداث المأساوية، وتسليط الضوء على الوحشية التي يمكن أن تنتج عن النزاعات المسلحة، بالإضافة إلى معاناة اللاجئين والمدنيين الأبرياء الإنسانية والسياسية، مشددًا على حجم المأساة والكارثة الإنسانية التي حلت بسكان المخيم.